# Pietro Ugo delle Favare
Pietro Ugo delle Favare, né le 27 janvier ou 29 janvier 1827 à Palerme, mort le 11 janvier 1898 à Palerme, est un homme politique italien.
Député sous quatre législatures puis sénateur, il est maire de Palerme du 26 février 1882 au 12 janvier 1885, puis du 12 janvier 1892 au 30 décembre 1893, et enfin du 25 juillet 1895 au 28 août 1896.

## Biographie

### Aristocrate régionaliste
Issu de la famille noble et ancienne degli Ughi, fils de Giuseppe Ugo et de Rosalia Ruffo, Pietro Ugo est marquis delle Favare, baron de Santa Maria delle Grazie, de Gattaina e Foresta vecchia. Son grand-père, portant le même prénom, a été chef de la police des Bourbons vers 1820 puis lieutenant général de Sicile entre 1824 et 1830, opposant acharné du mouvement libéral.
Il épouse Elisabetta Valguarnera Tomasi, princesse de Niscemi.
Propriétaire terrien, essentiellement rentier, il milite pour l'indépendance de l'île lors de la Révolution sicilienne de 1848 contre les Bourbons et étudie l'agronomie, les sciences sociales et les questions administratives. Ami d'Ignazio Florio Jr., il est actionnaire des compagnies maritimes Piroscafi Postali et Navigazione Generale Italiana de la famille Florio.

### Député et maire de Palerme
Ancien conservateur légèrement nostalgique du royaume des Deux-Siciles, régionaliste ayant rejoint la gauche historique, il est élu député dans la première circonscription de Palerme pour la Xe législature du royaume d'Italie (1867-1870). Lors des XIIe, XIIIe et XIVe législatures (1874-1882), il est député pour la circonscription de Paternò.Il est conseiller municipal de Palerme presque sans interruption à partir de 1867 et plusieurs fois assesseur. Face à l'impasse de la coalition menée par Nicolò Turrisi Colonna et à la menace d'une dissolution du conseil, Pietro Ugo delle Favare devient maire de Palerme à la tête d'une junte de huit démocrates et de quatre modérés du 26 février 1882 au 12 janvier 1885. Il l'est de nouveau  du 12 janvier 1892 au 30 décembre 1893, et du 25 juillet 1895 au 28 août 1896. Il est le dernier maire à avoir participé à la révolution de 1848.

Sans plus de convictions politiques que son prédécesseur, il s'applique à une gestion rigoureuse de la municipalité, mais manque d'une forte culture d'administrateur et possède un caractère autoritaire voire arbitraire face à une majorité traversée par des tensions personnelles et des jeux partisans, ce qui nourrit un immobilisme au détriment de la poursuite des projets lancés par Turrisi.

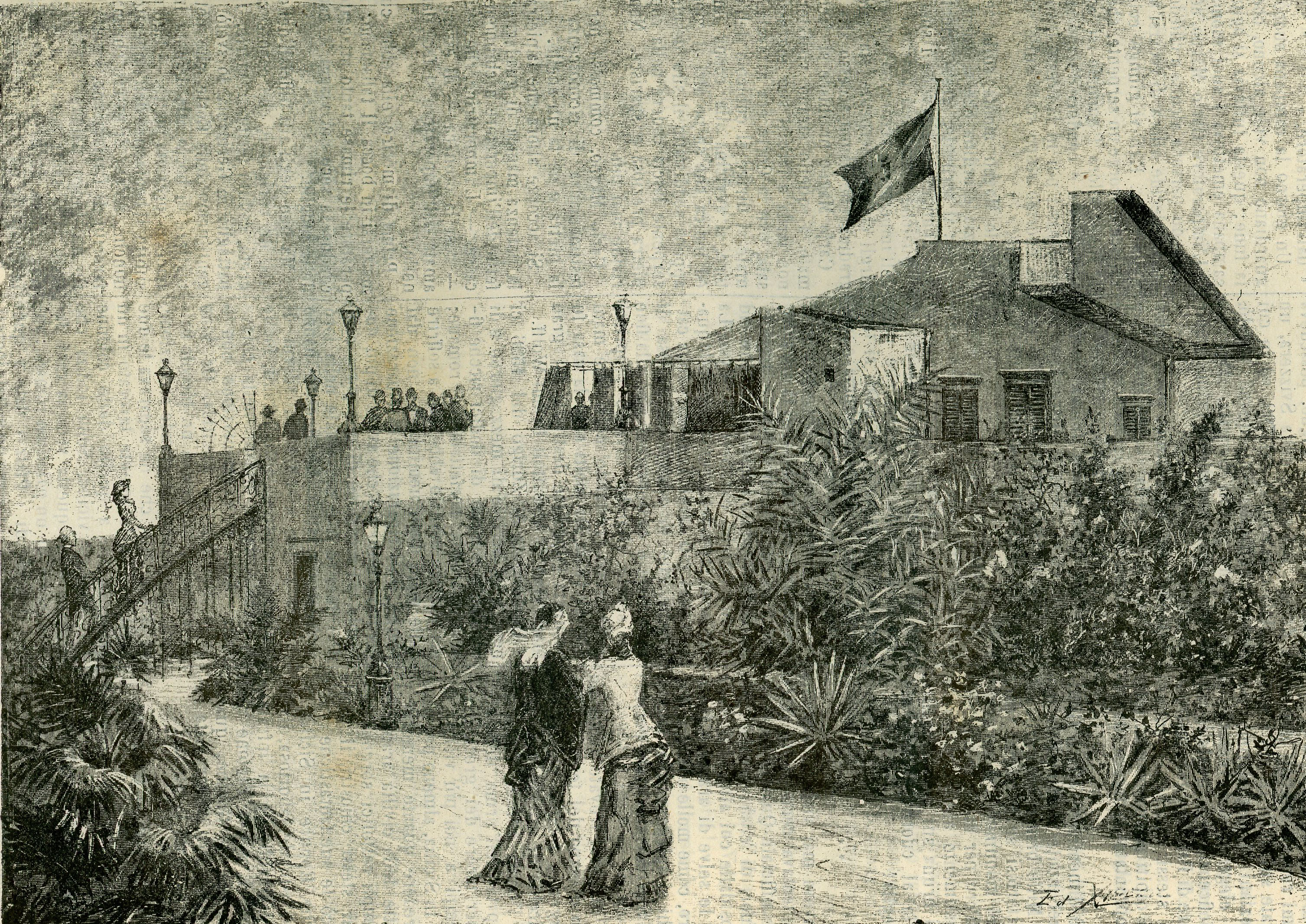
Villa du marquis Ugo delle Favare, en 1882, lors de l'accueil de Garibaldi.

A l'issue de son premier mandat, il laisse la place brièvement au chevalier Salvatore Romano Lo Faso, puis à l'avocat Giuseppe La Farina et au duc Fortunato Vergara di Craco, tous membres du groupe démocratique conduit par Ugo. Après les élections administratives de juillet 1885, et alors qu'une épidémie de choléra sévit, le sénateur duc Giulio Benso della Verdura est porté à la tête de Palerme en novembre. Quand Paternò, qui a succédé à Verdura, démissionne, les tractations reprennent au sein du conseil municipal pour choisir un maire, et le sortant tente d'imposer Olivieri face à Ugo ou au modéré Balsano. Sollicité, Amato Pojero préfère rester député, laissant Ugo vaincre grâce à une alliance entre crispistes et rudiniens, incluant le clérical Benso Celeste comme conseiller adjoint et au moins deux francs-maçons (Siragusa et Donatuti). Mais face au groupe Ugo-Amato Pojero-Bonanno, l'opposition Paternò-Oliveri se durcit jusqu'aux élections partielles de 1893 qui ne reconduisent pas le duc de Verdura et fragilisent les soutiens d'Ugo qui démissionne en fin d'année. Une dernière fois, il prend la tête du conseil municipal de juillet 1895 à août 1896, entouré de ses anciens assesseurs.
Comme maire, Ugo delle Favare déploie l'éclairage électrique dans certains villages et inaugure en juin 1882, le service omnibus entre la gare centrale et le théâtre Politeama. Il confie en 1896 la conception de la route du Mont Pellegrino à  Giuseppe Damiani Almeyda, laquelle sera réalisée à partir de 1904, sous le mandat de Pietro Bonanno. A l'occasion des 600 ans des Vêpres siciliennes, il accueille du 28 mars au 16 avril 1882 Giuseppe Garibaldi qui séjourne dans sa villa située près du littoral, dans le quartier de Romagnolo. Il fait apposer, aux frais de la municipalité, une plaque souvenir de cet hébergement sur le mur de sa villa, via Messina Marine 195, le 4 avril 1883. Il est également propriétaire d'un palais, place Bologni.

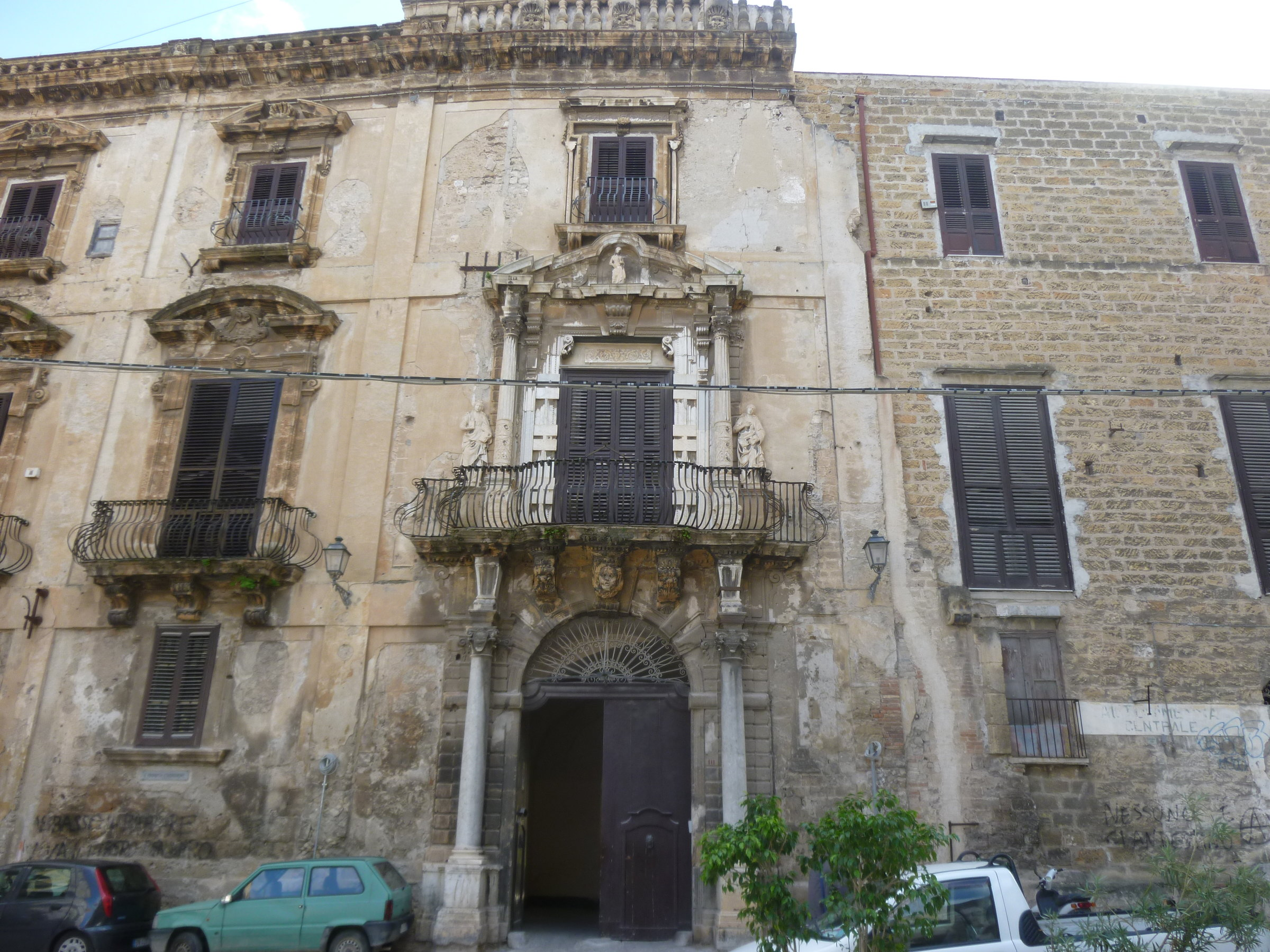
Palais Ugo delle Favare, place Bologni, Palerme.

N'ayant laissé que peu de traces dans l'aménagement de la ville, il est également resté politiquement silencieux lors de ses mandats, n'intervenant pas lors de l'enlèvement le 15 avril 1882 par la mafia de son prédécesseur, Emanuele Notarbartolo, devenu directeur général de la Banco di Sicilia dont il est membre du conseil d'administration, ni face aux cochers qui, en grève en août 1893, contestent le développement des omnibus. Il ne se prononce pas sur le scandale de l'achat de voix dans les quartiers de Castellammare et Palazzo Reale en juillet 1895, ni sur les arrestations d'une vingtaine de jeunes responsables socialistes, pour « raisons graves d'ordre public », dans la nuit du 13 septembre 1895. En revanche, il lance 130 procédures judiciaires au nom de la ville.

### Autres charges et fonctions
Ugo est nommé sénateur du Royaume le 16 novembre 1882 en tant qu'ancien député, mais n'intervient qu'une seule fois, lors de la discussion du projet de loi sur les conventions pour les services postaux et commerciaux maritimes. 
Il est président du conseil provincial de Palerme, du 9 août 1886 jusqu'à sa mort, le 11 janvier 1898. 
Il est membre de la Società siciliana per la storia patria et a présidé la Société d’agriculture et d'acclimatation de Palerme.

## Distinctions
- Commandeur de l'Ordre des Saints-Maurice-et-Lazare
- Grand cordon de l'Ordre de la couronne d'Italie.

Sur commande de la municipalité, le sculpteur Vincenzo Ragusa a réalisé au début des années 1900 un buste en marbre à son effigie. 
Après la Seconde Guerre mondiale, une rue de Palerme est baptisé en son honneur.